# Timgad
Timgad (còn được gọi là Thamugas hoặc Thamugadi trong tiếng Berber cổ) là một thành phố La Mã-Berber nằm trên dãy núi Aurès, Algérie. Nó được thành lập bởi hoàng đế Trajan khoảng năm 100. Tên đầy đủ của thành phố là Colonia Marciana Ulpia Traiana Thamugadi. Trajan đã đặt tên cho thành phố này để tưởng niệm mẹ mình là Marcia, em gái của ông là Ulpia Marciana, và cha của ông là Marcus Ulpius Traianus.
Nằm ở Algérie ngày nay, khoảng 35 km về phía đông của thành phố Batna, Timgad là địa điểm đáng chú ý khi nó một trong số ví dụ tốt nhất còn sót lại về quy hoạch mạng lưới đường phố trong quy hoạch đô thị La Mã. Chính vì vậy, UNESCO đã công nhận nó là Di sản thế giới vào năm 1982.

## Tên
Tên trước đây của Timgad, Marciana Traiana Thamugadi, Marciana Traiana đề cập đến tên của người thành lập ra nó là hoàng đế Trajan và em gái của ông là Marciana. Phần thứ hai là Thamugadi là tên Berber của nơi thành phố được xây dựng, Timgad là số nhiều của Tamgut có nghĩa là "đỉnh" hoặc "chóp".